# ウィグナー結晶

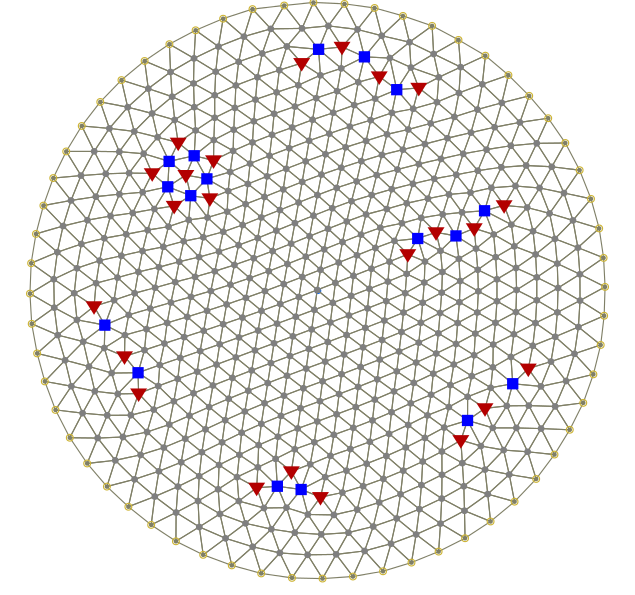
放物線ポテンシャルにトラップされた600個の電子が成す2次元ウィグナー結晶。三角形と四角形は位相欠陥の位置を表わす。

ウィグナー結晶（ウィグナーけっしょう、英: Wigner crystal）は1934年にユージン・ウィグナーが最初に予測した、電子の固体相（結晶相）をいう。 電子ガスが、電荷のつりあった均一で不活性な背景電荷（ジェリウム）の存在下で運動するとき、電子密度がある臨界値を下回る場合は結晶化を起こして格子を形成する。これは、密度が低い場合は運動エネルギーよりも位置エネルギーが支配的となり、電子が詳細な空間配置をとることにより安定となるためである。位置エネルギーを最低化するため、電子は3次元では体心立方格子構造を、2次元では三角格子を、1次元では等間隔格子をなす。実験的に観察されているウィグナークラスターのほとんどは外場によるとじこめをうけているため、体心立方格子や三角格子からの逸脱が観察される。2次元電子ガスの結晶状態は、十分に強い磁場を印加することによっても実現できる。しかし、2次元電子系において観察された磁気輸送上の絶縁挙動はウィグナー結晶化以外にもアンダーソン局在など他の機構によっても説明されうるため、そのどれが原因かはいまだ明らかでない。
より一般的に電子以外の系でも、密度が低くなると溶けるほとんどの結晶とはことなり、低密度領域においてあらわれる結晶を指してウィグナー結晶と呼ぶこともある。実験室で見られる例としては帯電コロイドや帯電プラスチック球が挙げられる。

## 概説
絶対零度における均一な電子ガスは、ウィグナー・ザイツ半径と呼ばれる無次元パラメータrs = a/abにより特徴づけられる。ここでaは平均粒子間隔、abはボーア半径である。電子ガスの運動エネルギーは単純なフェルミ気体モデルを考えればわかるとおり、1/rs2に比例する。一方で位置エネルギーは1/rsに比例するため、rsが大きくなる低密度領域では後者が支配的となり電子はできるかぎりお互いから離れようとした結果、最密充填格子へと凝縮する。こうして形成された結晶をウィグナー結晶と呼ぶ。
リンデマンの融解則に基づいて、rsの臨界値を推定することができる。この法則によれば、変位の二乗平均平方根√⟨r2⟩が格子間隔aのおよそ4分の1となったとき結晶は融ける。電子の振動がほぼ調和的であると仮定し、量子調和振動子の基底状態を想定すると変位の二乗平均平方根は3次元系では次の式で与えられる。 
{\displaystyle {\sqrt {\langle r^{2}\rangle }}=3{\frac {\hbar }{2m_{e}\omega }}}
ここでħはディラック定数、meは電子質量、ωは振動子の固有振動数である。ωは電子が格子点からrだけ変位したときに感じる静電ポテンシャルを考えれば推計できる。格子点にともなうウィグナーザイツ胞がおおよそ、半径a/2の球で近似されるとすると、一様背景電荷の電荷密度はeを電気素量として6e/πa3となる。変位した電子の感じる静電ポテンシャルは以下のように与えられる。
{\displaystyle \varphi (r)={\frac {e}{4\pi \epsilon _{0}}}\left({\frac {3}{a}}-{\frac {4r^{2}}{a^{3}}}\right)}
ここでε0は真空誘電率である。−eφ(r)を調和振動子のエネルギーと比較すると、次の式が得られる。
{\displaystyle {\frac {1}{2}}m_{e}\omega ^{2}={\frac {e^{2}}{\pi \epsilon _{0}a^{3}}}}
また、上式を量子調和振動子近似下の変位の二乗平均平方根の式に代入すると下式を得る。
{\displaystyle {\frac {\sqrt {\langle r^{2}\rangle }}{a}}={\sqrt {\frac {3}{8}}}\left({\frac {1}{r_{s}}}\right)^{1/4}}
そしてリンデマンの融解則から、ウィグナー結晶が安定であるためにはrs > 40を見たす必要があるといえる。量子モンテカルロシミュレーションによれば、一様電子ガスは実際には3次元ではrs = 106、2次元ではrs = 31でウィグナー結晶へ相転移する。
高温における古典系では温度単位の平均粒子間相互作用{\displaystyle G=e^{2}/k_{B}Ta}がパラメータとして用いられる。ウィグナー相転移は3次元ではG = 170、2次元ではG = 125で起こる。白色矮星の内部では、鉄などのイオンがウィグナー結晶を形成していると信じられている。

## 実験室における実現
実際には、量子力学的ゆらぎがクーロン反発を上まわり、系の秩序をすみやかに乱してしまうためウィグナー結晶を実験室で実現するのは困難であり、その実現のためには低い電子密度が必要とされる。有名な例として挙げられるのは量子ドットの内部で、低電子密度条件もしくは強磁場下条件下で実現される。このような条件下では電子は自発的に局在化し、量子ドットの有限のサイズに適応した結晶様状態、回転するいわゆる「ウィグナー分子」と呼ばれる構造をとる。
2次元におけるウィグナー結晶化は、最低ランダウ準位の占有率が小さい場合(ν < 1/5)、強磁場下においても起こることが予言され、実験的にも観察されている。占有率がより高いが完全には占有されていない場合、ウィグナー結晶は分数量子ホール効果液体状態に比べて不安定であると考えられていた。占有率の高い部分占有状態ν = 1/3のすぐ近傍でウィグナー結晶が観測され、回転ウィグナー分子のピン留めに基づいて、最低ランダウ準位における量子液体とピン留めされた固体相との相互作用について新しい理解がもたらされた。
ほかにも、単一電子トランジスタにごく小さい電流を流した場合に1次元ウィグナー結晶が生じることも実験的に知られている。各電子による電流を、実験的に直接検出できている。
さらには、量子ポイントコンタクト(QPC)と呼ばれる量子ワイヤーを用いた実験により、1次元系におけるウィグナー結晶化を示唆する結果が得られている。Hew et al.により行われたこの実験では、GaAs/AlGaAsヘテロ接合のバンド構造とQPCによるとじこめポテンシャルを組み合わせて電子輸送方向と垂直な両横方向に対して電子をとじこめた1次元チャネルが形成された。この装置設計により1次元チャネル内の電子密度を横方向とじこめポテンシャルの強さとは比較的独立に変化させることが可能となり、クーロン反発が運動エネルギーよりも支配的となる領域での実験が可能となった。QPCのコンダクタンスはコンダクタンス量子2e2/hをステップ幅とする階段状になるが、この実験では最初のプラトーが消え、コンダクタンスの跳びが4e2/hとなることが報告された。この変化は電子が並行な2つの列を形成したことが原因であると説明される。厳密な1次元系では、電子は直線上に等間隔にならんだ格子を形成するが、クーロン反発が横方向とじこめポテンシャルを上回ると、電子は並行する2つの列へと再構成される。Hew et al.が観測したこの2列結晶の証拠は1次元ウィグナー結晶の始まりへと向けた一歩かもしれない。
2018年には、横方向磁気集束と電荷・スピン検出を組み合わせることにより幅を調節可能な1次元量子ワイヤー上のウィグナー結晶の存在とそのスピン物性が直接的に観測された。これにより、直接的な証拠に加えてジグザグウィグナー結晶の構造・スピン相図の両方の性質についてよりよい理解がもたらされた。
小さなウィグナー結晶の形成の直接証拠は2019年にも報告されている。

## ウィグナー結晶物質
遷移金属2カルコゲン化物などの層状ファンデルワールス物質のいくつかは本質的にrsが大きな値をとり、2次元における理論ウィグナー結晶限界rs = 31~38を超える。大きなrsの原因は、1つにはpolaronic band narrowingを引き起こす強い電子フォノン相互作用による運動エネルギーの抑制に帰され、また1つには低温におけるキャリア密度の低さに帰される。このような物質、たとえば1T-TaS
2では電荷密度波(charge density wave, CDW)状態はまばらに占有された√13×√13超格子をもち、rs = 70~100を示し、より伝統的な電荷密度波というよりもウィグナー結晶という用語でより良く説明されるかもしれない。この観点は理論モデルと走査型トンネル顕微鏡による系統的な計測の両方により支持されている。したがって、いわゆるCDW系におけるウィグナー結晶超格子はクーロン相互作用により局在化された秩序電子状態の初めての直接観測と考えることができる。重要な基準は、電荷変調の深さであり、これは材料に依存し、rsが理論限界を超える系でのみウィグナー結晶とみなすことができる。
2020年、二セレン化モリブデン/二硫化モリブデン(MoSe
2/MoS
2)モアレヘテロ構造におけるウィグナー結晶の直接画像が顕微鏡により観測された。
2021年に行われた実験では0 K近傍で二セレン化モリブデン単一層シートを用いたとじこめによりウィグナー結晶が作られた。このシートを2つのグラフェン電極にはさんで電圧を印加すると、電子間隔およそ20 nmのウィグナー結晶が生じ、light-agitated excitonsの定常的な出現により観測された。
2021年には量子ゆらぎが熱ゆらぎを上回る量子ウィグナー結晶が、磁場を一切印加しないでカップリングをもつ2枚の二セレン化モリブデン層中に生じることが報告された。この実験では熱融解と量子融解の両方が記載されている。